# Frontiniella apache
Frontiniella apache là một loài ruồi trong họ Tachinidae.